# 부르칸 H2

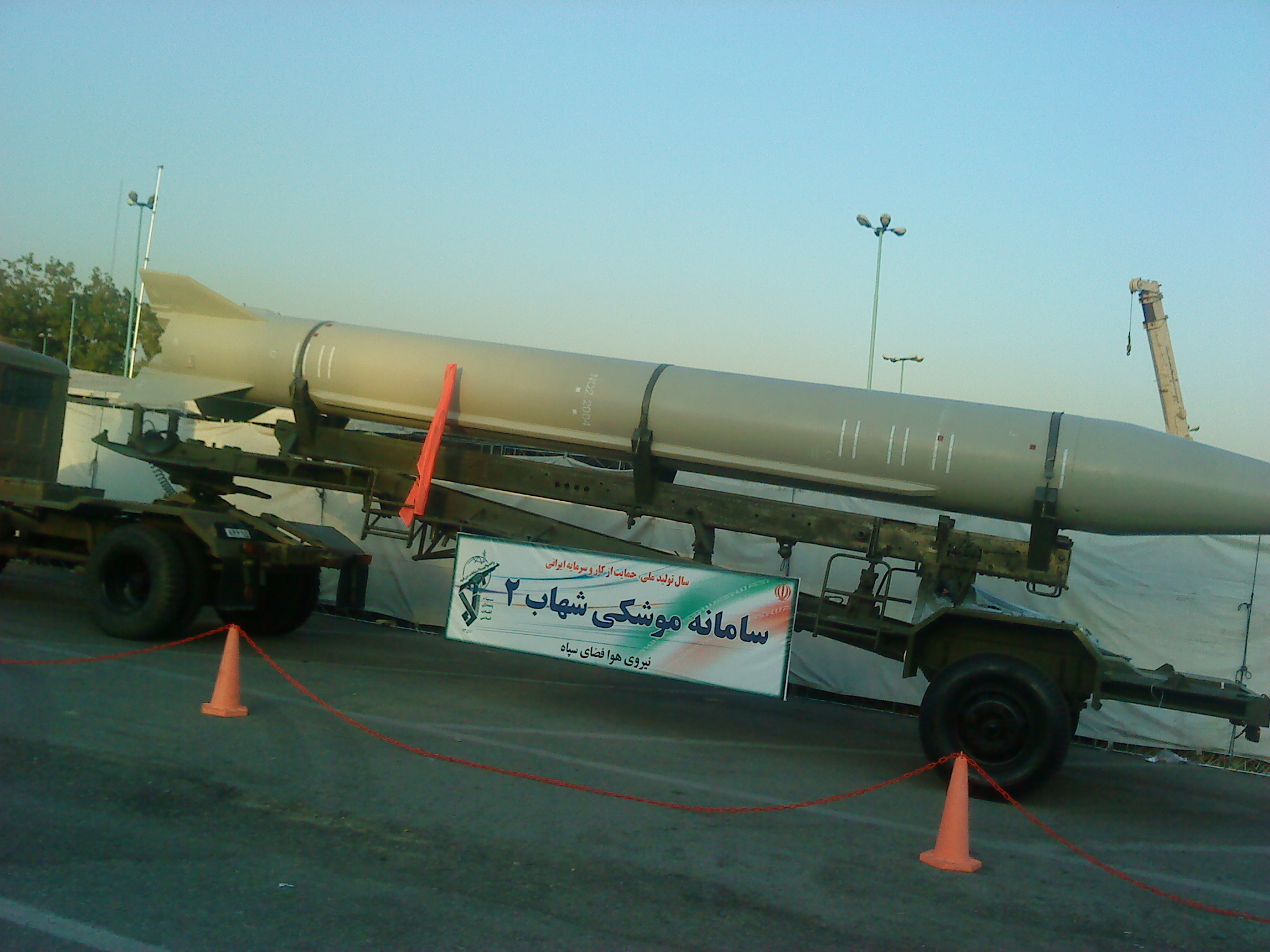
이란의 샤하브 2호

부르칸 H2(Burkan 2-H)는 예멘의 후티 반군이 보유한 단거리 탄도 미사일이다.

## 역사
소련의 스커드 C 미사일을 북한이 도입해 화성 6호를 만들었다. 이를 이란이 수입해 샤하브 2호를 개발했다. 서방 정보당국은 후티 반군의 부르칸 H2 미사일은 이란의 샤하브 2호를 직수입했거나, 부품을 사와서 조립한 것으로 추정한다.
화성 6호는 사거리 500km로 알려졌는데, 2017년 11월 4일, 후티 반군은 1,200km 떨어진 목표물을 부르칸 H2 미사일로 공격하려고 했다. 사우디아라비아 국방부는 이 미사일이 리야드에서 1,200km 떨어진 예멘의 시아파 후티 반군이 발사한 것이라고 밝혔으며, 후티 반군이 운영하는 예멘의 사바뉴스는 이 미사일이 후티 측이 자체 개발한 부르칸 H2 장거리 미사일이라고 밝혔다.
11월 6일, 아델 알주바이르 사우디아라비아 외무장관은 미국 CNN과 인터뷰에서 "리야드로 접근한 미사일은 헤즈볼라(레바논의 친이란 무장정파)가 예멘에서 발사한 이란제 무기"라고 주장했다.
11월 7일, 무하마드 빈 살만 알사우드 사우디아라비아 왕세자는 보리스 존슨 영국 외무장관과 전화통화에서 "예멘 후티가 리야드를 향해 탄도미사일 1발을 발사해 의도적으로 민간인을 노렸다"면서 "이란 정권의 미사일 공급을 직접적인 군사 공격행위로 간주한다"면서, "이란의 후티에 대한 미사일 공급은 사우디에 대한 전쟁행위로 간주할 수도 있다"고 말했다.

## 같이 보기
- 키암 1호